# 礼泉站
礼泉站，位于中华人民共和国陝西省咸阳市礼泉县新时乡王尚村，是西平铁路上的火车站，建于2008年，2015年4月10日办理客运业务，由西安铁路局管辖。

## 車站周邊
- 新时乡初级中学
- 新时派出所

## 歷史
- 建于2008年。
- 2013年12月25日通车。
- 2015年4月10日办理客运业务。

## 外部連結
- 中国铁路客户服务中心 （页面存档备份，存于）